# Brent (petróleo)
Brent é uma classificação de petróleo cru que se subdivide em Brent Crude, Brent doce leve, Oseberg e Forties. O Brent Crude é originário do Mar do Norte. O nome 'Brent' foi criado por uma política interna da Shell, que originalmente denominava seus campos de produção com nomes de aves (neste caso, o ganso de Brent).